# Michał Kwiatkowski
Michał Kwiatkowski, född 2 juni 1990 i Działyń, Polen, är en polsk professionell tävlingscyklist. Han tävlar för det brittiska stallet Team Ineos
Kwiatkowski är en mycket allsidig cyklist och kan hävda sig bra uppför såväl som i spurter. Han har vunnit internationella cykeltävlingar i många olika terränger och 2014 kom hans hittills största seger, då han vann världsmästerskapens linjelopp i Ponferrada.

## Karriär

### Tidig Karriär
Kwiatkowski blev som ung europeisk mästare i både tempo. och linjelopp. 2009 vann han nationsmästerskapens linjelopp i U23-klassen, innan han 2010 blev professionell med 
det spanska laget Caja Rural. 2011 anslöt han sig till det amerikanska stallet Team RadioShack, där han tillbringade en säsong.

### 2012
Kwiatkowski gick över till proffslaget Omega Pharma-Quick Step inför säsongen 2012. Under sitt första år vann han prologen av Driedaagse van West-Vlaanderen, samt slutade tvåa i sammandraget av Polen runt.

### 2013
Kwiatkowski inledde 2013 starkt med en andraplats i Volta ao Algarve, innan han slutade fyra totalt i det italienska etapploppet Tirreno-Adriatico. I april slutade han fyra i Amstel Gold Race och femma i Vallonska pilen, innan han vann nationsmästerskapens linjelopp i juni. Han blev uttagen till Tour de France 2013, en tävling där han slutade elva totalt.

### 2014
I mars 2014 besegrade Kwiatkowski slovaken Peter Sagan, när han vann endagsloppet Strade Bianche. I maj samma år blev han trea i både Liège–Bastogne–Liège och Vallonska pilen, samt femma i Amstel Gold Race. I slutet av september ställde Kwiatkowski upp i världsmästerskapens linjelopp som ledare för det polska laget. Han attackerade under det sista varvet och lyckades vinna guldet framför Simon Gerrans och Alejandro Valverde.

### 2015
I början av mars 2015 tog Kwiatkowski sin första seger för säsongen, när han vann prologen i Paris-Nice. I totaltävlingen slutade han trea, precis som i etapploppet Volta ao Algarve. Kwiatkowski ställde upp som kapten för Etixx-Quick Step i vårklassikern Amstel Gold Race, en tävling han lyckades vinna framför Alejandro Valverde och Michael Matthews. Kwiatkowski tog därmed sin första seger i världsmästartröjan.
I september stod det klart att Kwiatkowski skulle lämna Etixx-Quick Step för Team Sky inför kommande säsong.

### 2016
I slutet av mars vann Kwiatkowski sitt första lopp för Team Sky, när han vann endagsloppet E3 Harelbeke. Kwiatkowski attackerade tillsammans med Peter Sagan med 30 kilometer kvar och lyckades, något överraskande, slå Sagan i spurten om segern.